# Banjo, das Katzenkind
Banjo, das Katzenkind (Banjo the Woodpile Cat) ist ein Zeichentrickfilm von Don Bluth aus dem Jahre 1979. Er war einer der ersten Filme von Don Bluth, der aufgrund seiner relativ kurzen Laufzeit von 27 Minuten vor allem im Fernsehen ausgestrahlt wurde.

## Handlung
Banjo ist ein kleiner, roter Kater, der mit seinen Eltern und seinen zwei Schwestern in einem Heuschober in Payson lebt. Zwar meint er es niemals böse, doch durch seine vorwitzige Neugier gerät er oft in unangenehme Situationen. Als sein Vater ihn besonders hart zurechtweist, fühlt Banjo sich ungerecht behandelt und fährt als blinder Passagier mit einem Laster nach Salt Lake City. Zuerst gefällt es ihm in der Großstadt, doch als es regnet und er sich in einer dunklen Gasse verstecken muss und obendrein nichts zu fressen hat, wird ihm bewusst, wie töricht er gehandelt hat. Glücklicherweise trifft er den netten Straßenkater Crazy Legs, der ihm mit Hilfe der drei Katzensängerinnen Zazu, Melinda und Cleo helfen will. Während der Suche nach dem Laster müssen sie unter anderem vor Hunden fliehen und andere Schwierigkeiten auf sich nehmen. Als Banjo eines Nachts traurig schläft, sieht Crazy zum sternenbedeckten Himmel und bittet Gott im Stillen, den Laster vorbeizuschicken, um Banjos Willen, nicht seinetwegen. Dieser kommt am nächsten Morgen auch wirklich vorbei, sodass Banjo es wirklich schafft, nach Hause zu fahren. Zu Hause angekommen, wird er gleich herzlich von seiner Familie erwartet.

## Produktion und Veröffentlichung
Der Film wurde 1979 von Don Bluth Productions unter der Regie von Don Bluth produziert. Das Drehbuch schrieben Don Bluth und Toby Bluth. Die Musik komponierte Robert F. Brunner und für den Schnitt war Sam Horta verantwortlich.
Der Film wurde erstmals am 21. Dezember 1979 im Egyptian Theater in Hollywood gezeigt. Am 1. Mai 1982 strahlte die ABC den Film im Fernsehen aus, Children’s Video Library veröffentlichte ihn 1986 auf VHS. Es folgten eine Fernsehausstrahlung 1984 in Finnland sowie 1998 eine Videoveröffentlichung in Deutschland und ein Jahr später in Italien.

## Synchronisation
| Rolle      | Sprecher                        |
| ---------- | ------------------------------- |
| Banjo      | Marcus „Sparky Marcus“ Issoglio |
| Crazy Legs | Scatman Crothers                |
| Zazu       | Beah Richards                   |